# Wasseramt

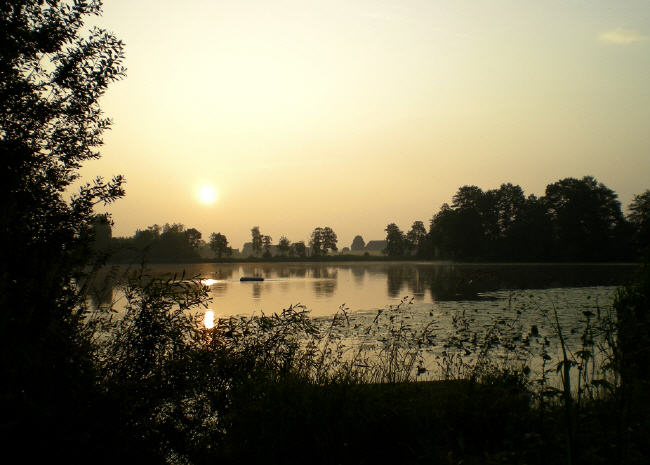
Inkwilersee

Wasseramt är ett förvaltningsdistrikt (Bezirk) i kantonen Solothurn i Schweiz. Distriktet har 19 kommuner  och tillhör amtet (Amtei) Bucheggberg-Wasseramt.
Det flacka distriktet omfattar staden Solothurns södra och östra förorter, liksom lantligare områden österut. Wasseramt avvattnas av Aare via Emme, Ösch, Seebach, Önz och bibäckar. Det finns två sjöar: Burgäschisee och Inkwilersee.
Biberist har station vid järnvägslinjen Bern-Solothurn. I övrigt utförs lokaltrafiken med buss. Det finns flera motorvägspåfarter.
Wasseramt erövrades stegvis av Solothurn under tiden 1344 till 1466 och hette tidigare Kriegstetten efter sin huvudort. Under 1860-talet började området industrialiseras.

## Kommuner
- Aeschi
- Biberist
- Bolken
- Deitingen
- Derendingen
- Drei Höfe
- Etziken
- Gerlafingen
- Halten
- Horriwil
- Hüniken
- Kriegstetten
- Lohn-Ammannsegg
- Luterbach
- Obergerlafingen
- Oekingen
- Recherswil
- Subingen
- Zuchwil